# Žaberní štěrbina

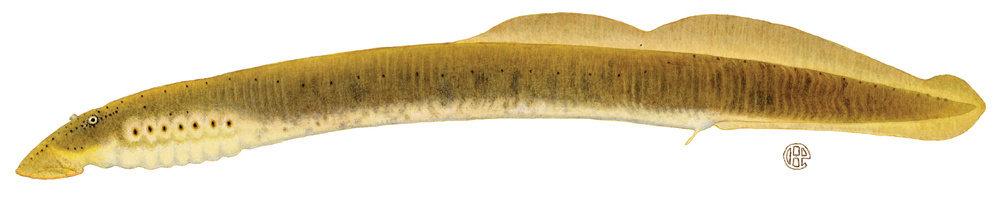
Mihule mají patrné žaberní štěrbiny, které bezprostředně spojují hltan s vnějším prostředím, nejsou kryté skřelemi (jako tomu je u ryb)

Žaberní štěrbiny jsou otvory v hltanu strunatců včetně vodních obratlovců, jimiž proudí z hltanu voda ven na povrch těla nebo do obžaberního prostoru pod skřelemi.

## Vývoj
Žaberní štěrbiny vznikají částečně z endodermu a částečně z ektodermu. Nejprve dojde k oddělení váčků z stěny prvostřeva (ty jsou tedy entodermálního původu), ty proráží mezoderm a naproti jim jdou vchlípené váčky z ektodermu. Po splynutí váčků z ektodermu a entodermu dochází ke vzniku otvoru propojujícího vnitřní část těla s vnějším prostředím. U kruhoústých vznikají na entodermální části ještě vlastní žábry, naopak u ostatních obratlovců se vyvíjí žábry z ektodermu. V přepážkách mezi žaberními štěrbinami vznikají tzv. žaberní oblouky.
U různých vodních obratlovců došlo k různým stavebním změnám žaberních štěrbin. Některé například postupně zanikly. Kvůli postupné redukci některých žaberních oblouků u žraloků dochází ke vzniku zvláštní žaberní štěrbiny, tzv. spirakulum. To sice nese veškeré cévní a nervové zásobení, ale již zpravidla neplní svou funkci (výjimkou jsou tzv. pseudobranchiae). U ryb zase veškeré žaberní štěrbiny pokrývá speciální kryt, známý jako skřele (operculum).